# Bani Surmah
Bani Surmah est une nécropole de la fin d'époque sumérienne, située sur un plateau du Pusht-i Kuh, au cœur du Zagros central, en Iran. Elle est étudiée une première fois en 1967 par une expédition belge, au nom des Musées royaux d'art et d'histoire de Bruxelles et de l'université de Gand. Ses fouilles ont permis de mettre au jour un mobilier funéraire en bronze à une époque encore tâtonnante dans ce domaine.

## Contexte historique du Loristan
Pendant l'Antiquité, la majeure partie du Putsht-I Kush est habité par des nomades ou des semi-nomades, même si de petits villages existent également. Les cimetières exhumés par les fouilles, sans doute placés non loin de leurs campements temporaires, remontent du Ve millénaire au IIIe siècle av. J.-C. À l'époque de l'édification de Bani Surmah, les peuples de la région sont les Gutis, les Lullubis et les Élamites, probablement à l'origine de ces caveaux familiaux, bien que l'absence de textes écrits compliquent la validation de cette hypothèse.

## Description du site
Après deux campagnes consacrées à la nécropole de War-Kabud, la mission archéologique belge dirigée par Louis Vanden Berghe poursuit ses efforts du 15 octobre au 12 décembre 1967 sur la nécropole de Bani Surmah, près du village de Chavar, dans le district d'Ilam et la province de Pusht-i Kuh. Les trente-sept caveaux funéraires, répartis sur trois zones correspondant aux dépressions du plateau,  mesurent, dans leur majorité, de 8 à 16,2 mètres de longueur pour 1,7 à 3 mètres de largeur et 1,5 à 2,1 mètres de profondeur. Fermés par d'imposantes dalles de pierre, la taille des sépultures indique un usage familial ou collectif. La comparaison avec les autres sites permet d'établir que les sépultures de Bani Surmah furent construites entre 2600 et 2500 av. J.-C.. Par manque de temps, Louis Van den Berghe n'a pas documenté complètement les fouilles, et il manque ainsi quelques données concernant les tessons de céramique, par exemple.

## Mobilier funéraire
Composant la plus grande partie des objets retrouvés dans les caveaux, les vestiges en céramique comprennent de la vaisselle commune et de la poterie peinte, comme des vases peints en brun-rouge ornés de motifs géométriques. Alènes, poinçons, herminettes, lances, coupes, bols et bijoux, les objets de Bani Surmah montrent l'apparition de la civilisation du bronze dans le Lorestan. Le plus courant d'entre eux, la hache à douille d'emmanchement, relève d'un usage à la fois domestique et militaire. 
Les bijoux, comptant entre autres des bagues, des perles et des colliers, sont ornés de fossiles de coquillages ou de pierres précieuses. Des sceaux cylindriques, décorés avec une plus ou moins grande finesse, sont caractéristiques de la fin de l'époque sumérienne ancienne.
Le nombre relativement restreint d'objets funéraires empêche de comparer les tombes en fonction d'un statut social. Beaucoup ressemblent aux vestiges mésopotamiens, comme ceux de Suse, et l'absence de minerais de cuivre dans la région et d'indications sur le savoir-faire artisanal de ces habitants à cette époque suggèrent des échanges entre la Mésopotamie et le Louristan, plutôt qu'une production locale.